# Лавовая лампа

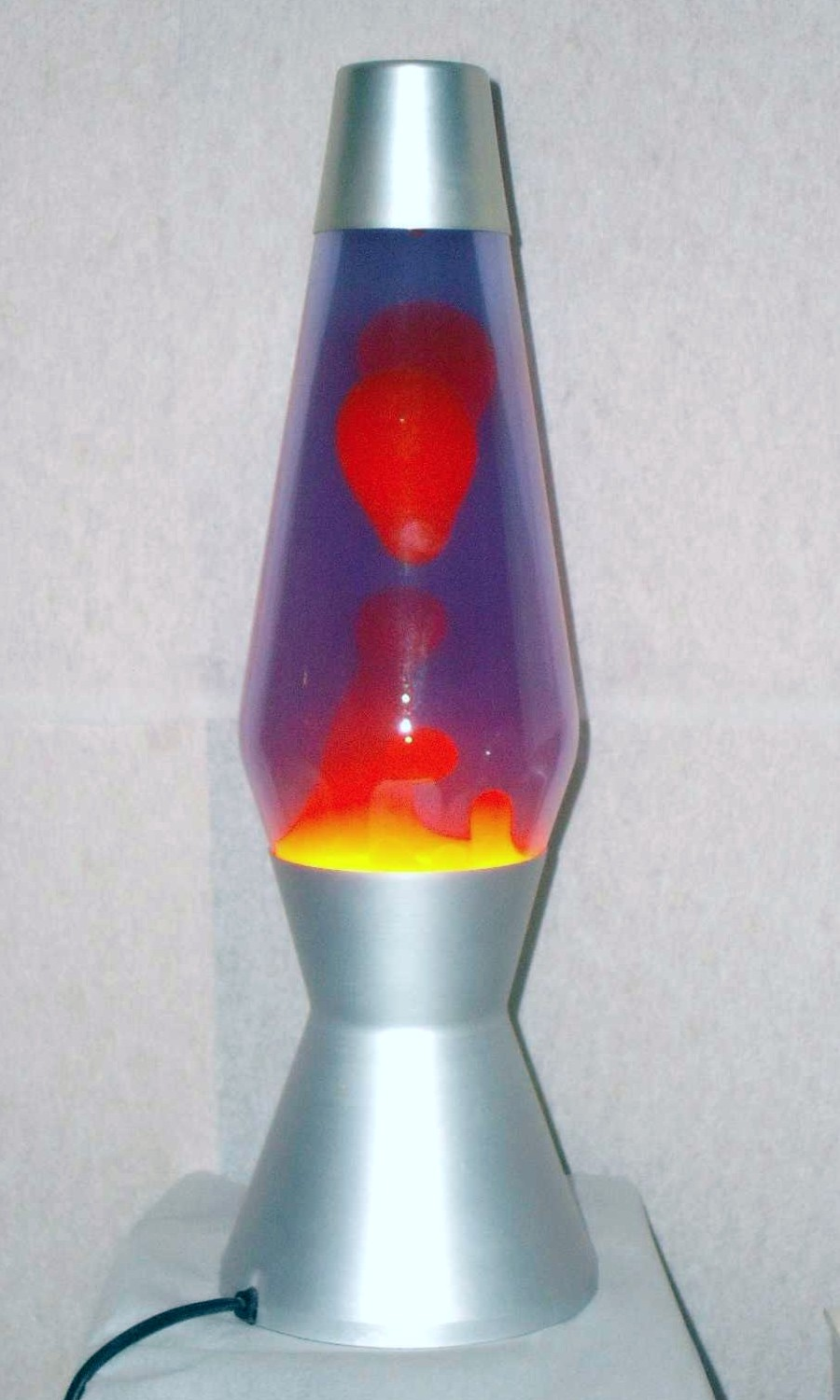
Лавовая лампа

Лавовая лампа (англ. Lava lamp) — декоративный светильник, изобретённый Эдвардом Крэйвеном Уолкером в 1960-х годах.

## Принцип действия
Лавовая лампа представляет собой прозрачную стеклянную ёмкость (обычно цилиндр) с прозрачной жидкостью и полупрозрачным парафином, снизу которых расположена лампа накаливания. Лампочка нагревает и подсвечивает содержимое цилиндра, при этом происходит «лавообразное» перемещение парафина (или воска) в масле. Эффект основан на том, что при обычной температуре парафин (воск) немного тяжелее масла (и тонет в нём), а при небольшом нагреве парафин становится легче масла и всплывает.
При сильном перегреве лампа может взорваться, при этом её содержимое, масло (иногда керосин) и парафин (или воск), очень хорошо горит. Ряд формул также содержит химически активные вещества.

## История
Осветительное устройство, известное под названием «лавовая лампа», было изобретено англичанином Эдвардом Крэйвеном Уолкером в 1960-х годах. Заявка на патент была подана в 1965 году и в 1968 была подтверждена. Компания Уолкера называлась Crestworth и была основана в Пуле в Великобритании.
Уолкер назвал лампу Astro и выпустил несколько разновидностей светильника, таких как Astro Mini и Astro Coach. Он представил своё изобретение публике на торговой ярмарке в Брюсселе в 1965 году, где она попалась на глаза предпринимателю Адольфу Вертхеймеру (англ. Adolph Wertheimer). Вертхеймер и его партнёр по бизнесу, Хай Спектор (англ. Hy Spector), выкупили права на использование продукта в Америке и стали торговать им под маркой Lava Lite, основав корпорацию Lava Simplex International, впервые связав слово «лава» с лампами этого типа.
Вертхеймер отошёл от дальнейшей разработки продукта, в то время как Спектор отправился налаживать производство Lava Lite на своём заводе в Чикаго в середине 1960-х годов. Лампы имели общенациональный успех в течение второй половины 1960-х и в начале 1970-х годов, став одним из символов 1960-х. В те годы постоянно меняющиеся причудливые формы и яркие цвета этого светильника сравнивали с эффектом от популярных психоделических препаратов, в частности ЛСД. Lava Simplex International также производила такие продукты, как Wave Machine, Gem Light, Timette Wall Clock и Westminster Grandfather Clock.
В 1986 году Хай Спектор продал Lava Simplex International Эдди Шелдону (англ. Eddie Sheldon) и Ларри Хаггерти (англ. Larry Haggerty) из компании Haggerty Enterprises, которая продолжила производство и продажу линейки лавовых ламп в США под маркой Lavaworld.
Название Lava lamp (с англ. — «лавовая лампа») широко использовалось для описания такого типа светильников, но Lavaworld объявила его использование нарушением торговой марки. Чуть позже Lavaworld закрыла линии в США и перенесла производство в Китай.
В конце 1989 году Уолкер, который владел правами на своё изобретение в Англии и Западной Европе, передал управление компанией Crestworth Крессиде Грейнджер (англ. Cressida Granger) и Дэйвиду Малли (David Mulley). Приход Крессиды Грейнджер возродил производство и массовую продажу лавовых ламп в 1990-х годах. В 1992 году компания была переименована Crestworth в Mathmos, получив название из популярной в 1960-е годы серии французских научно-фантастических комиксов «Барбарелла», по мотивам которой в 1968 году был снят одноимённый фильм, использовавший лавовую лампу в качестве декораций во время перемещения со сверхсветовыми скоростями.
В XXI веке корпорация Cloudflare использовала массив из сотни лавовых ламп в штаб-квартире компании в Сан-Франциско для создания генератора случайных чисел, используемого в процессе генерации криптографических ключей.